# Phasiocyptera punctata
Phasiocyptera punctata là một loài ruồi trong họ Tachinidae.